# IJzer (uitgeverij)
Uitgeverij IJzer is een Nederlandse uitgeverij die in 1992 is opgericht door Willem Desmense en Marten Roorda (van 2002 tot 2015 directeur van het Cito) in Utrecht. Ze geeft voornamelijk (vertaalde) fictie en poëzie uit van klassieke en avantgardistische auteurs, naast oorspronkelijk Nederlandstalig werk. 
Veelal gaat het om schrijvers die door het onconventionele karakter van hun werk bij commercieel denkende grote uitgeverijen geen kans (meer) maken. Joseph Conrad, Virginia Woolf, Siegfried Sassoon, Robert Pinget, Alain Robbe-Grillet e.a. behoren tot het fonds. De laatste jaren geeft de uitgeverij ook non-fictieboeken uit op het terrein van de filosofie en cultuurwetenschap in ruime zin (onder meer vertalingen van Roland Barthes en Guy Debord).

## Prijs
- 2011 - Lokienprijs